# Малая Кузя
Малая Кузя — река в России, протекает по Республике Алтай. Устье реки находится в 14 км по правому берегу реки Кузя. Длина реки составляет 17 км.

## Данные водного реестра
По данным государственного водного реестра России относится к Верхнеобскому бассейновому округу, водохозяйственный участок реки — Бия, речной подбассейн реки — Бия и Катунь. Речной бассейн реки — (Верхняя) Обь до впадения Иртыша.